# Byrsjön
Byrsjön är en sjö i Uppsala kommun i Uppland och ingår i Norrströms huvudavrinningsområde.